# Foreste di conifere e decidue dell'Anatolia settentrionale
Le foreste di conifere e decidue dell'Anatolia settentrionale sono una ecoregione terrestre della ecozona paleartica appartenente al bioma delle Foreste di conifere temperate (codice ecoregione: PA0515) che si sviluppa per circa 101.300 km² nell'Anatolia settentrionale. L'area orientale della regione fa parte dell'hotspot di biodiversità caucasico.
L'ecoregione fa parte dell'ecoregione globale denominata Foreste temperate del Caucaso, dell'Anatolia, dell'Hyrcanian, inclusa nella lista Global 200.
Lo stato di conservazione è considerato in pericolo critico.

## Territorio
La regione si sviluppa per circa 1000 km lungo un'area montuosa dell'Anatolia settentrionale a sud del Mar Nero, da cui è separata dalla regione delle foreste di latifoglie del Mar Nero orientale e meridionale. Le catene montuose di questa ecoregione possono essere classificate in due gruppi: quello nord-occidentale e centro-settentrionale, costituito fondamentalmente dai Monti Köroğlu, con montagne moderatamente alte che raramente superano i 2000 m, e quello nord-orientale, i Monti del Ponto, con cime superiori ai 3000 m.
La media delle precipitazioni annue oscilla fra i 500 e i 1000 mm, con piogge prevalenti in inverno e primavera nelle regioni centro-occidentali e in primavera e inverno in quelle orientali.

## Flora
L'area ricade entro i confini della provincia fitogeografica pontica. La composizione e la struttura forestale mostra considerevoli variazioni procedendo da ovest ad est e da nord a sud. Mentre sulle più umide pendici rivolte a nord delle montagne costiere crescono foreste umide di latifoglie decidue, su quelle rivolte a sud si sviluppa una più arida foresta di conifere aghifoglie. Ad ovest, la specie prevalente è l'abete (Abies nordmanniana), che forma boschetti misti con il faggio orientale (Fagus orientalis) e/o il pino silvestre (Pinus sylvestris). Ad est, prevale il peccio orientale (Picea orientalis). Nelle zone centrali dell'ecoregione è possibile trovare boschetti relitti di cedro del Libano (Cedrus libani).
Nelle aree meridionali, le specie di Pinus sono più diffuse, in quanto meglio adattate alle condizioni steppiche qui prevalenti. Ad ovest, è più frequente il pino nero dell'Anatolia (Pinus pallasiana), mentre ad est prevale P. sylvestris. Anche varie altre specie contribuiscono a formare la copertura forestale, quali Quercus spp., Acer spp. e Sorbus spp. A quote più elevate, specialmente ad est, ginepri (Juniperus oxycedrus, J. communis) e betulle (Betula spp.), formano boscaglie aperte o piccoli boschetti. Bisogna però aggiungere che quella trattata finora è solamente una descrizione a grandi linee della vegetazione dell'ecoregione, e che la flora di un determinato sito può variare notevolmente a seconda della topografia, del clima e della storia naturale.

## Fauna
Le zone orientali dell'ecoregione, con la loro copertura forestale intatta, sono ricche di fauna selvatica. Nonostante l'orso bruno (Ursus arctos) sia ben rappresentato sia ad ovest che ad est, le foreste incontaminate della parte orientale della regione ne ospitano un numero maggiore. Un altro grande mammifero ben rappresentato è il lupo (Canis lupus). L'ecoregione è ricca anche di ungulati: è possibile trovare camosci (Rupicapra rupicapra) e capre selvatiche (Capra aegagrus) ad est e cervi nobili (Cervus elaphus) e caprioli (Capreolus capreolus) ad ovest. Capra aegagrus viene classificata tra le specie vulnerabili (Vulnerable) dalla IUCN.
Nell'ecoregione sono situate quattro Important Bird Area (IBA). Tra queste, quella di Kızılcahamam è importante per le sue popolazioni nidificanti di avvoltoio monaco (Aegypius monachus), una specie minacciata su scala globale. L'IBA dei monti Ilgaz ospita coppie nidificanti di gipeto (Gypaetus barbatus), grifone eurasiatico (Gyps fulvus) e aquila minore (Hieraaetus pennatus). Le montagne nord-orientali del mar Nero sono situate lungo la rotta migratoria principale di molti rapaci e pertanto molti di essi fanno sosta qui, specialmente nelle aree ricoperte da antiche foreste. Yedikır è stata qualificata come IBA per il gran numero di casarche comuni (Tadorna ferruginea) che risiedono qui al di fuori della stagione riproduttiva.

## Popolazione
L'ecoregione delle foreste di conifere e decidue dell'Anatolia settentrionale è caratterizzata da una popolazione distribuita prevalentemente nei fondovalle, nelle aree pianeggianti e ai margini dei rilievi, mentre le zone montuose più interne, con copertura forestale più intatta, sono poco popolate e spesso scarsamente accessibili. I principali insediamenti si concentrano lungo la fascia costiera meridionale del Mar Nero e nelle città dell'entroterra, mentre le comunità rurali, spesso dedite alla pastorizia e all'agricoltura, vivono in piccoli villaggi sparsi tra le vallate. L'economia locale si basa tradizionalmente su silvicoltura, raccolta di prodotti forestali, agricoltura e allevamento, con alcune aree in cui il turismo naturalistico e le attività ricreative legate ai parchi nazionali stanno assumendo un'importanza crescente. Tuttavia, in alcune zone si registra uno spopolamento dovuto all'emigrazione verso i centri urbani della Turchia occidentale, mentre le comunità che restano si confrontano con sfide legate allo sfruttamento delle risorse forestali e alla conservazione della biodiversità.

## Conservazione

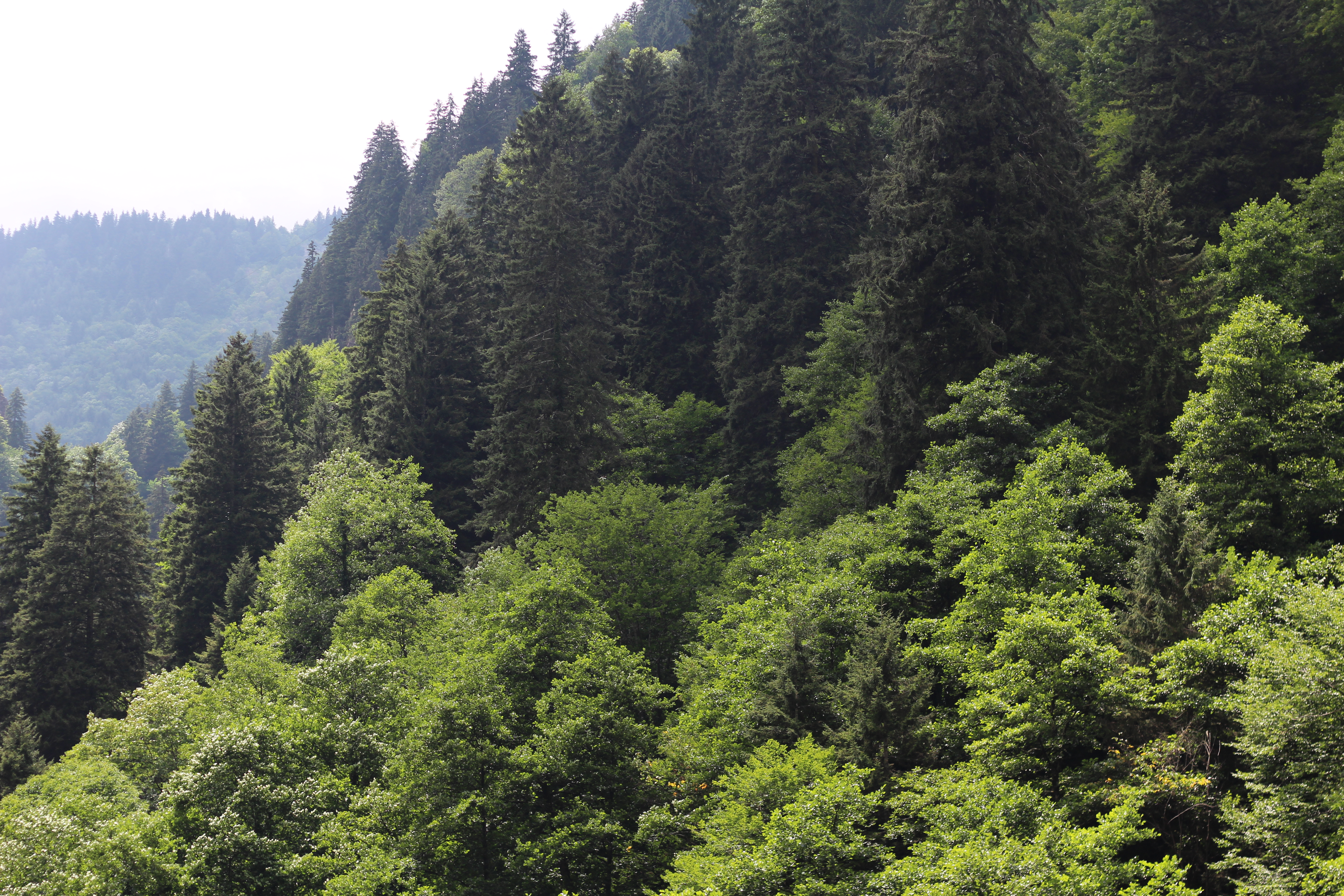
Panorama nel parco nazionale della valle di Altındere

La caratteristica più notevole di questa ecoregione è la sua copertura forestale intatta. Tuttavia tale integrità è minacciata dai piani di gestione del Ministero della silvicoltura, orientati alla produzione di legname. Una minaccia importante alla fauna selvatica è costituita dalla caccia illegale.
Nell'area ci sono attualmente 5 parchi nazionali e 5 riserve naturali:
- Parco nazionale dei monti Kackar[4]
- Parco nazionale della valle di Altındere[5]
- Parco nazionale del monte Ilgaz[6]
- Parco nazionale di Yedigöller[7]
- Parco nazionale di Soğuksu[8]
- Riserva naturale della foresta di Orumcek[9]
- Riserva naturale di Akdogan[10]
- Riserva naturale di Kale Hazelnut[11]
- Riserva naturale di Kokez[12]
- Riserva naturale di Sülüklügöl[13]